# 特拉切內灣

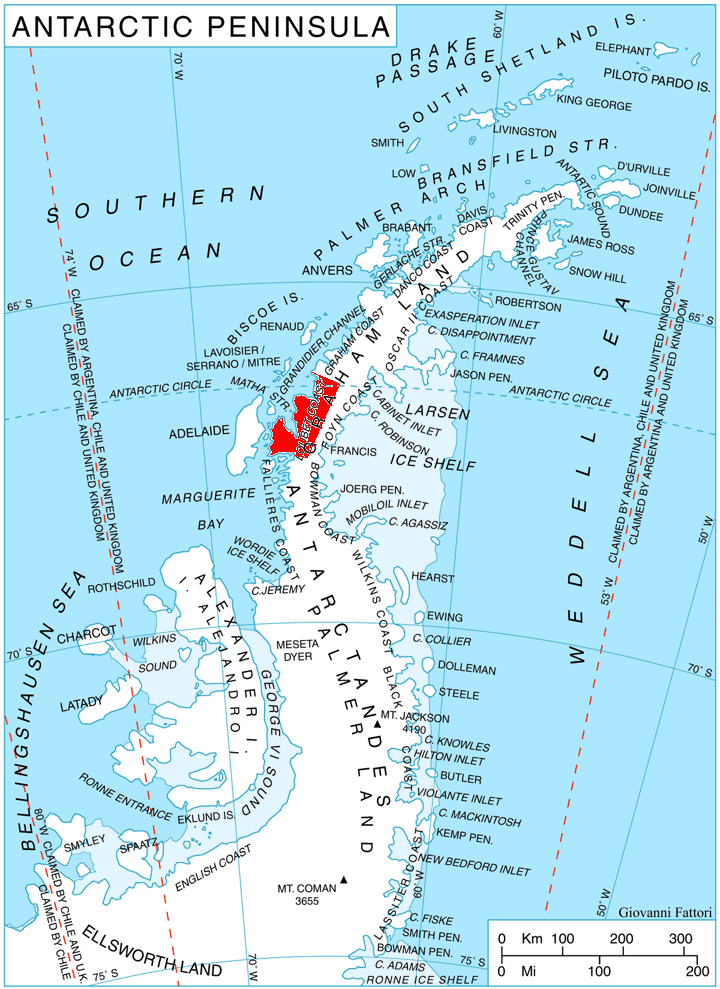

特拉切內灣（Tlachene Cove），是南極洲的海灣，位於葛拉漢地的盧貝海岸，長3.6公里、寬4公里，入口處在庫德林角西南面和戈斯蒂利亞角東北面，以保加利亞西北部鄉鎮命名，現時由南極條約體系管理。
66°35′40″S 65°42′50″W / 66.59444°S 65.71389°W